# تعجب (ترانه شان مندز)
«تعجب» (انگلیسی: Wonder) ترانه‌ای است که توسط خواننده کانادایی شان مندز برای آلبوم آینده خود ضبط کرده شده است. ترانه در ۲ اکتبر ۲۰۲۰ به‌عنوان تک‌آهنگ لید آلبوم توسط آیلند رکوردز منتشر شد.